# PyScripter
PyScripter — інтегроване середовище розробки для мови програмування Python, працює під ОС Microsoft Windows. Поширюється безкоштовно, як проєкт з вихідним кодом під ліцензією MIT License.
PyScripter спочатку розроблялося як просте середовище розробки, яка надає можливість виконувати різні складні скрипти, написанні на Delphi. Однак з часом PyScripter розвинувся до повноцінного і самостійного середовища. На теперішній момент часу середовище розробки доступне тільки для операційної системи Windows.

## Основні можливості

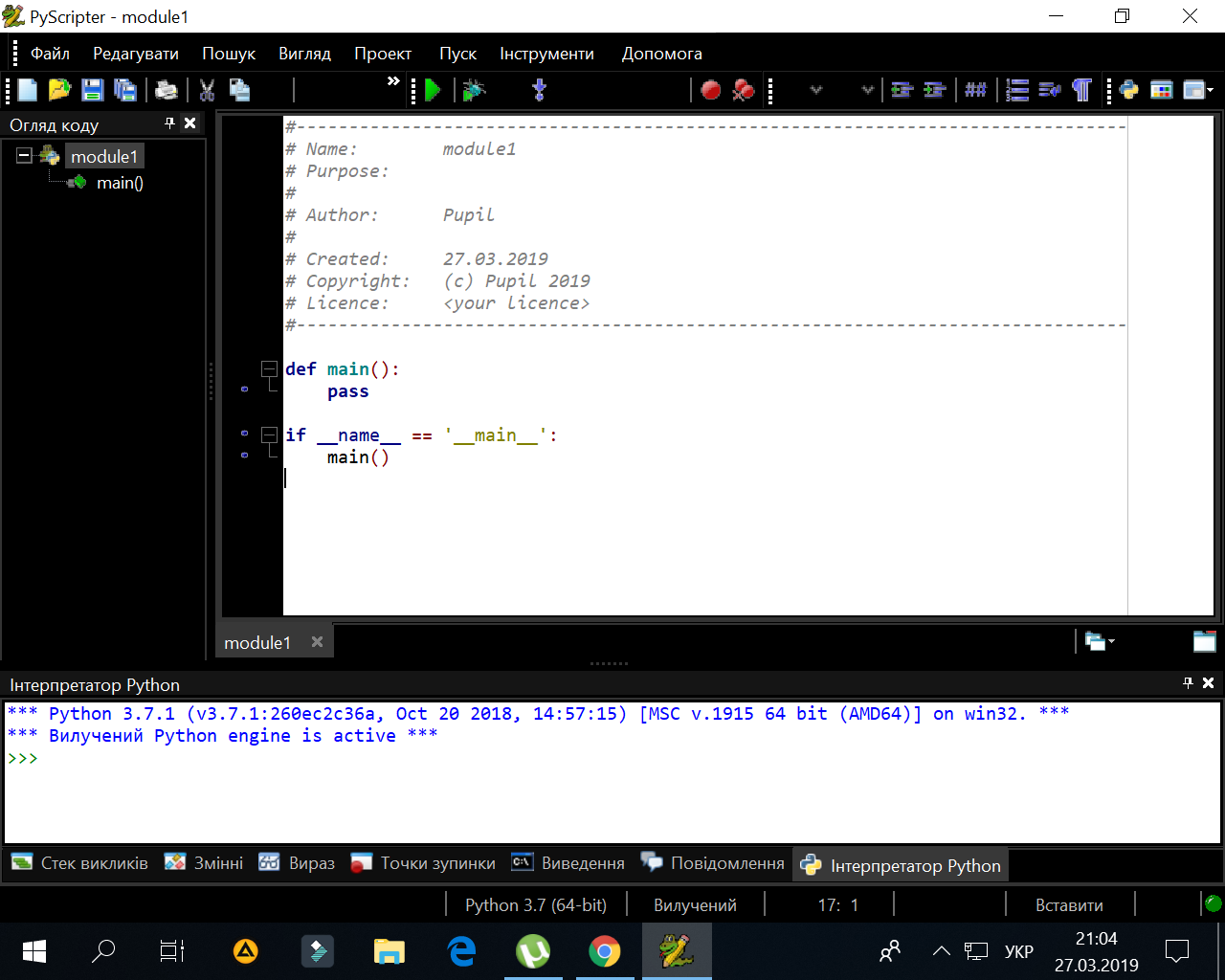
Інтерфейс PyScripter

- Підсвічування синтаксису Python в текстовому редакторі
- Інтегрований інтерпретатор Python
- Інтегрований дебагер Python
- Консоль для виведення
- Перевірка синтаксису в момент редагування
- Менеджер файлів
- Інтегрована система юніт-тестів
- Підтримка Unicode
- Підтримка друку файлів з вихідним кодом
- Допомога по ключовим словам мови Python
- Параметризовані шаблони коду
- Підсвічування парних дужок
- Підсвічування синтаксису файлів, написаних на HTML, XML и CSS
- Можливість підключення зовнішній модулів, таких як PyLint, TabNanny, Profile тощо
- Перетворення символів переведення рядка в Windows, Unix, Macintosh

### Інтегрований інтерпретатор Python
- Завершення коду
- Виклик поради
- Історія команд
- Виконання скрипту без попереднього збереження

### Інтегрований відлагоджувач Python
- Віддалений відлагоджувач Python
- Стек викликів
- Вікно змінних
- Вікно перегляду
- Умовні точки зупину
- Підказки відлагоджувача
- Post-mortem аналіз
- Може запускати та налагоджувати файли без попереднього збереження

### Перегляд редагування
- Дизасемблер
- Документація HTML (pydoc) [Архівовано 27 березня 2019 у Wayback Machine.]

### Провідник файлів
- Легка конфігурація і перегляд шляху Python
- Інтегрований контроль версій з використанням Tortoise CVS або Tortoise SVN

### Менеджер проєктів
- Імпорт існуючих каталогів
- Конфігурації декількох запусків

### Зовнішні інструменти (зовнішній запуск і виведення)
- Інтеграція з інструментами Python, такими як PyLint, TabNanny, Profile і т. д.
- Потужна функціональність параметрів для інтегрованих зовнішніх інструментів

### Інше
- Провідник коду
- Доступ до інструкцій Python через меню допомоги
- Знайти і замінити файли
- Інтегрований регулярний вираз тестування
- Вибір версії Python для запуску за допомогою параметрів командного рядка
- Запуск Python-скрипту зовні, може налаштовуватися
- Знаходження визначення, посилання
- Знаходження визначення та історії перегляду
- Сучасний графічний інтерфейс із закріпленими формами та налаштованим виглядом
- Постійні налаштовувані опції IDE